# Ateizm w Polsce

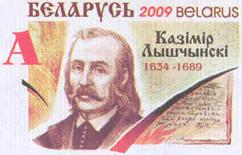
Znaczek białoruski z podobizną Kazimierza Łyszczyńskiego, Polaka skazanego w 1688 roku na śmierć z powodu ateizmu

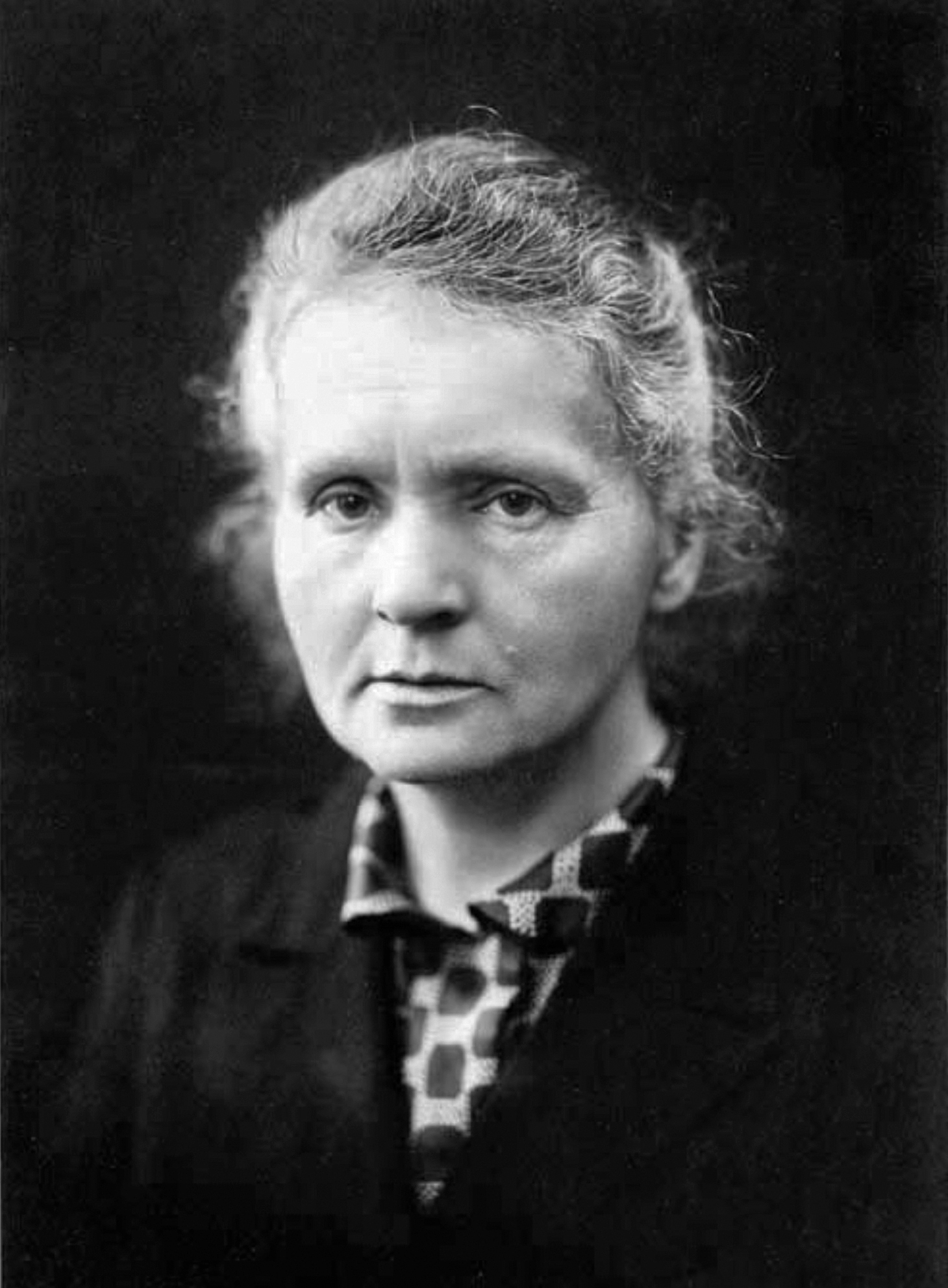
Maria Skłodowska-Curie była jedną z pierwszych Polek otwarcie deklarujących ateizm

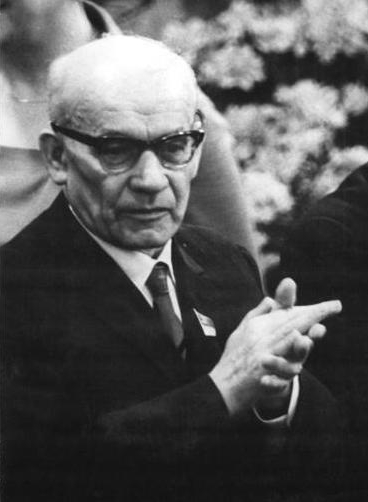
W PRL ateizm był oficjalnie promowany przez władze państwowe. Ateistami była część członków aparatu kierowniczego PZPR, między innymi Władysław Gomułka

Ateizm w Polsce – zjawisko ateizmu występujące na terytorium Polski bądź u osób narodowości polskiej.

## Historia
Ateizm w Polsce sięga epoki renesansu. W XVI wieku uznawani za ateistów byli: dworzanin królewski Jan Zambocki, geograf Aleksander Sculteti i profesor Akademii Krakowskiej Stanisław Zawacki. W 1588 w Krakowie ukazał się pamflet o tytule Simonis Simoni Lucensis ... Athei summa religio (według innych źródeł: Simonis Religio), sugerujący że przebywający na dworze królewskim lekarz Szymon z Lukki głosi pogląd, że Bóg jest wymysłem.
Ważną postacią w dziejach ateizmu w Polsce był Kazimierz Łyszczyński, skazany w 1689 przez Komisję Sejmową za ateizm na spalenie na stosie, zamienione w drodze łaski na ścięcie i spalenie zwłok. Publiczna egzekucja miała miejsce na rynku Starego Miasta w Warszawie 30 marca 1689. Przyczyną procesu i skazania Łyszczyńskiego było napisanie przez niego dzieła De non existentia Dei (O nieistnieniu Boga), którego rękopis, a zarazem jedyny egzemplarz, został spalony podczas egzekucji. W swoim traktacie, z którego cytaty zachowały się w mowie oskarżyciela, Łyszczyński pisał: „Bóg jest tworem i dziełem człowieka” oraz „Prosty lud oszukiwany jest przez mądrzejszych wymysłem wiary w Boga na swoje uciemiężenie”.
W XVIII w., w epoce Oświecenia, do ateizmu w szeregu utworów przyznał się Tomasz Kajetan Węgierski, poeta, epikurejczyk, autor zjadliwych libertyńskich wierszy, podróżnik, wolnomularz, tłumacz i naśladowca Woltera.
Pozytywistyczny pisarz Adolf Dygasiński uważał siebie za „bezwyznaniowca” i „materialistę”, i publicznie się do tego przyznawał. Religioznawca i badacz ateizmu Andrzej Nowicki uważa, że za datę narodzin polskiego ateizmu marksistowskiego należy uznać rok 1882, czyli datę powstania partii Proletariat. Teoretykiem marksistowskiego ateizmu był Ludwik Krzywicki (1859-1941). Zdecydowanymi ateistami byli Stanisław Krusiński (jeden z pierwszych popularyzatorów marksizmu w Polsce) i krytyk literacki Bronisław Białobłocki.
Na początku XX w. propagatorem ateizmu i naukowego spojrzenia na religię był na ziemiach polskich poeta i publicysta Andrzej Niemojewski. Od 1906 wydawał i redagował antyklerykalne i krytyczne wobec religii pismo Myśl Niepodległa. Wydał też szereg antyreligijnych i wolnomyślicielskich książek, m.in. Objaśnienie katechizmu (1907) i Katechizm wolnego myśliciela (1908), w których atakował dogmatyzm religijny. W 1911 został skazany na rok twierdzy za bluźnierstwo.
Pierwszą organizacją wolnomyślicieli polskich była Polska Liga Wolnej Myśli, założona 13 lipca 1906 w Paryżu. Jej twórcami byli polityczni emigranci z Królestwa Polskiego. Program PLWM zatytułowany Organizacja myśli niepodległej, składający się z odezwy do obywateli oraz statutu, został opublikowany w Warszawie 1 września 1906, w pierwszym numerze nowo powstałego pisma Myśl Niepodległa kierowanego przez Andrzeja Niemojewskiego. Pierwszy punkt statutu mówił:
Polska Liga Wolnej Myśli ma na celu zwalczanie dogmatów i przesądów szerzonych i podtrzymywanych przez religie i duchowieństwo oraz rozwijanie światopoglądów opartych na wiedzy i rozumie.
O ateizm w II RP przez środowiska prawicowe był oskarżany prezydent Gabriel Narutowicz, co było częścią przypuszczonej przeciwko niemu nagonki. Ogólnie w ówczesnej Polsce jawny ateizm był poglądem mało rozpowszechnionym, nawet wśród antyklerykalnej i laickiej inteligencji, o czym świadczy choćby fakt, że w II Rzeczypospolitej nie powołano – tradycyjnie zrzeszającego ateistów – wolnomularstwa wielkowschodowego, chociaż działały organizacje wolnomyślicielskie: Stowarzyszenie Wolnomyślicieli Polskich, Polski Związek Myśli Wolnej, czy Warszawskie Koło Intelektualistów. Wydawane było także pismo „Racjonalista”.
W okresie międzywojennym ukazała się książka Leona Świeżawskiego Bóg Rozsądek. Zasady religii wiarygodności godnej rozsądnego człowieka (1929), będąca wykładem myśli ateistycznej, oraz głośne ateistyczne powieści: Emila Zegadłowicza Zmory (1935) i Jana Parandowskiego Niebo w płomieniach (1936). Drugie wydanie Zmór zostało potępione przez arcybiskupa Adama Sapiehę i skonfiskowane przez prokuraturę krakowską. Zdzisław Mierzyński opublikował książkę Jak człowiek stworzył boga (1931), w której dał popularny wykład ateizmu.
Po II wojnie światowej do przełomu lat 80. i 90. XX wieku światopogląd ateistyczny był propagowany przez władze państwowe. Ateizm państwowy przejawiał się m.in. w ograniczeniu pozwoleń na budowę, a także rozbudowę świątyń, prześladowaniu duchownych (jak np. bezprawny areszt kardynała Stefana Wyszyńskiego) czy szykanowaniu członków PZPR biorących regularny udział w praktykach religijnych. W 1957 roku decyzją KC PZPR przy Wydziale Propagandy i Agitacji KC powstała komisja ds. propagandy ateistycznej. W PRL działało też – wspierane przez władze – Stowarzyszenie Ateistów i Wolnomyślicieli, a później powstałe na jego bazie w 1969 roku Towarzystwo Krzewienia Kultury Świeckiej.
Po upadku Polski Ludowej, pomimo braku wsparcia ze strony państwa, procesy ateizacji i laicyzacji w Polsce nie zanikły. W 2007 z inicjatywy Polskiego Stowarzyszenia Racjonalistów powstała Internetowa Lista Ateistów i Agnostyków. W 2009 nieformalna grupa Stowarzyszenie Ateistów zorganizowała akcję Internetowa Galeria Ateistów.

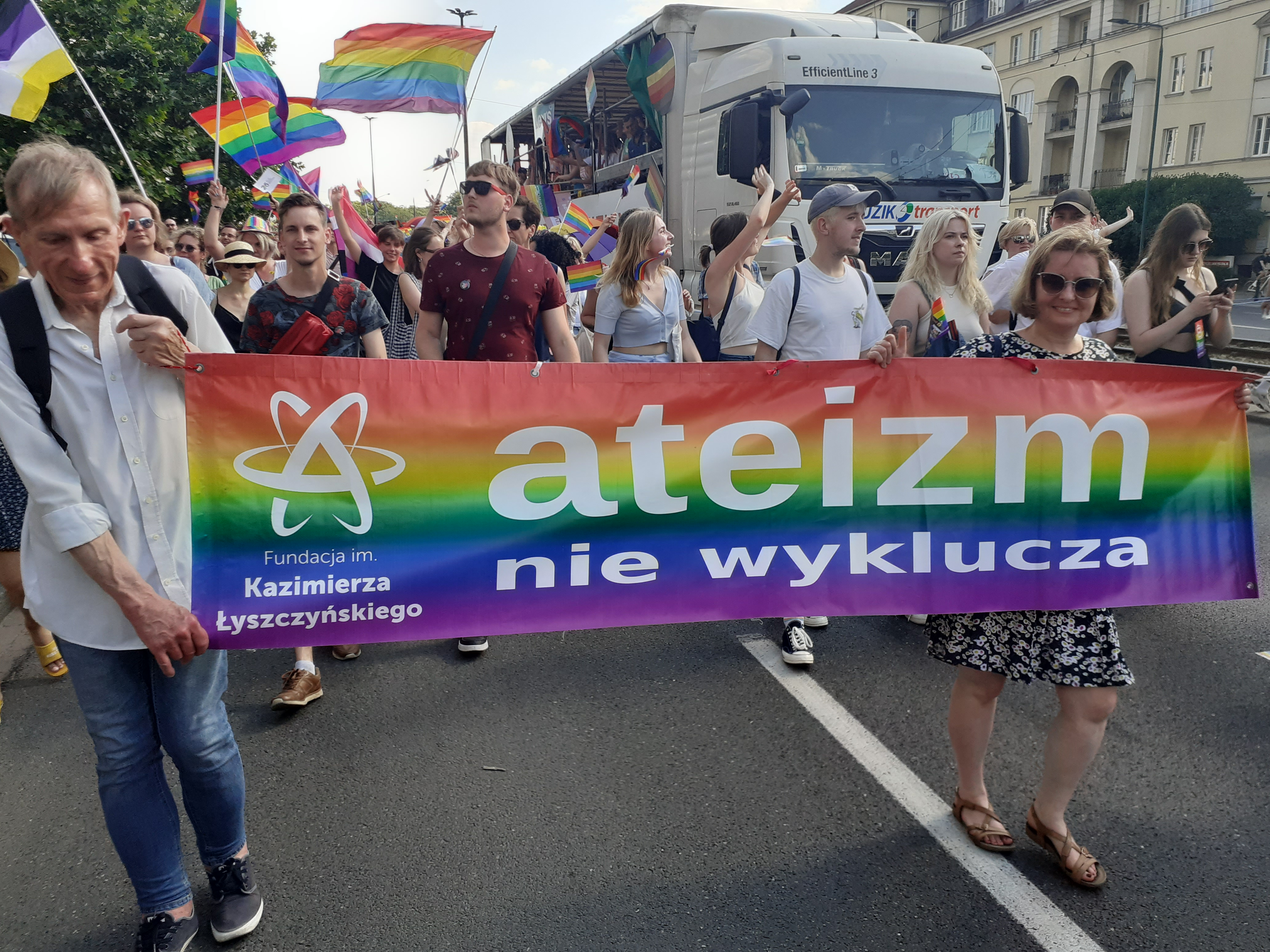
Baner Fundacji im. Kazimierza Łyszczyńskiego na Paradzie Równości w 2022.

W 2012 roku w Sejmie RP powstał Parlamentarny Zespół ds. Przeciwdziałania Ateizacji Polski, liczący 39 posłów i 2 senatorów. Na przełomie 2012 i 2013 roku Polskie Stowarzyszenie Racjonalistów wraz z Fundacją Wolność od Religii zorganizowało w kilkunastu miastach polski akcję billboardową pod hasłem „Nie kradnę, nie zabijam, nie wierzę” oraz „Nie wierzysz, nie jesteś sam” mającą według organizatorów akcji na celu konsolidację ludzi o światopoglądzie ateistycznym.
Aby podtrzymać i upowszechniać pamięć o Kazimierzu Łyszczyńskim oraz zamanifestować istnienie w Polsce społeczności ateistycznej Koalicja Ateistyczna od 2013 w weekend w okolicach 30 marca (dzień śmierci Łyszczyńskiego) urządza na Rynku Starego Miasta w Warszawie inscenizację egzekucji Łyszczyńskiego jako wydarzenie finałowe warszawskiego Marszu Ateistów. Pomysłodawcą inscenizacji i akcji o nazwie „Łyszczyński wraca do miasta” było Polskie Stowarzyszenie Racjonalistów. W inscenizacji w postać Łyszczyńskiego wcielili się m.in. Jan Hartman (2014) i Joanna Senyszyn (2017). 30 marca (dzień kaźni Łyszczyńskiego) jest w Polsce nieoficjalnym Dniem Ateizmu.
W Krakowie od 2013 corocznie na przełomie września i października odbywa się Marsz Świeckości. Od 2014 Fundacja im. Kazimierza Łyszczyńskiego przyznaje co roku tytuł Ateisty Roku w dwóch kategoriach: krajowej i międzynarodowej.

## Statystyki
W 2004 roku jako osoba niewierząca lub obojętna religijnie określiło się 3,5% obywateli Polski. Według badania eurobarometru z 2005 roku 80% mieszkańców Polski stwierdziło, że wierzy w istnienie Boga, dalsze 15% – w bliżej nieokreślone siły wyższe, a kolejne 3% – nie ustalono. W 2007 roku jako osoba niewierząca, obojętna religijnie lub niezdecydowana określiło się 6% obywateli Polski – oznacza to, że grupa ta podwoiła swoją liczebność w ciągu dwóch lat. Natomiast według badań CBOS z 2012 roku liczba osób w Polsce deklarujące ateizm, agnostycyzm lub bezwyznaniowość wynosiła 4,2%, a niewiarę 6%, a według badań Eurobarometru z tego samego roku ateiści stanowili w Polsce 2% społeczeństwa, a agnostycy i osoby bezwyznaniowe 3%.
Według wyników Narodowego Spisu Powszechnego Ludności i Mieszkań 2011 osoby podające, że nie należą do żadnego wyznania stanowiły 31 marca 2011 roku 2,41% ogółu ludności Polski. Natomiast biorąc pod uwagę, że 7,1% objętych spisem nie udzieliło odpowiedzi na pytanie dotyczące wyznania, a dla 1,63% nie ustalono tej kwestii, stanowiły one 2,64% osób, które udzieliły odpowiedzi na pytanie o przynależność wyznaniową.
Według danych opublikowanych w 2015 roku przez Główny Urząd Statystyczny dotyczących wiary Polaków, odsetek Polaków nienależących do żadnego wyznania (ateistów) wynosi 3,1%, natomiast niepotrafiących określić i odmawiających odpowiedzi jest w sumie 2,7%. Deklarujących się jako niewierzący (zadeklarowany ateista) odsetek wynosi 2,6%, obojętny stosunek do wiary 5,3%, natomiast niezdecydowanych/poszukujących odpowiedniego wyznania dla siebie jest 12% (niezdecydowani/ poszukujący to także ludzie, którzy biorą pod uwagę zmianę religii, a nie zostanie ateistą). W miastach powyżej 500 tysięcy mieszkańców co druga osoba (w sumie 51,7%) deklaruje się jako raczej niezwiązana (20,4%) lub zupełnie niezwiązana (31,3%) z lokalną wspólnotą religijną, parafią czy kościołem (nie oznacza to jednak, że ludzie niezwiązani ze wspólnotą religijną są niewierzący. Wśród wierzących jest sporo osób, które mają głęboką wiarę, natomiast nie czują więzi z instytucją kościoła lub są w mniejszym stopniu praktykujący, o czym świadczą statystyki powyżej).
Według wyników Narodowego Spisu Powszechnego Ludności i Mieszkań 2021 osoby podające, że nie należą do żadnego wyznania stanowiły 31 marca 2021 roku 6,87% ogółu ludności Polski. Natomiast biorąc pod uwagę, że 20,53% objętych spisem nie udzieliło odpowiedzi na pytanie dotyczące wyznania, a dla 0,04% nie ustalono tej kwestii, stanowiły one 8,64% osób, które udzieliły odpowiedzi na pytanie o przynależność wyznaniową. W porównaniu z wynikami poprzedniego spisu, przeprowadzonego 10 lat wcześniej, liczba osób nienależących do żadnego wyznania wzrosła 2,8 razy.

## Organizacje

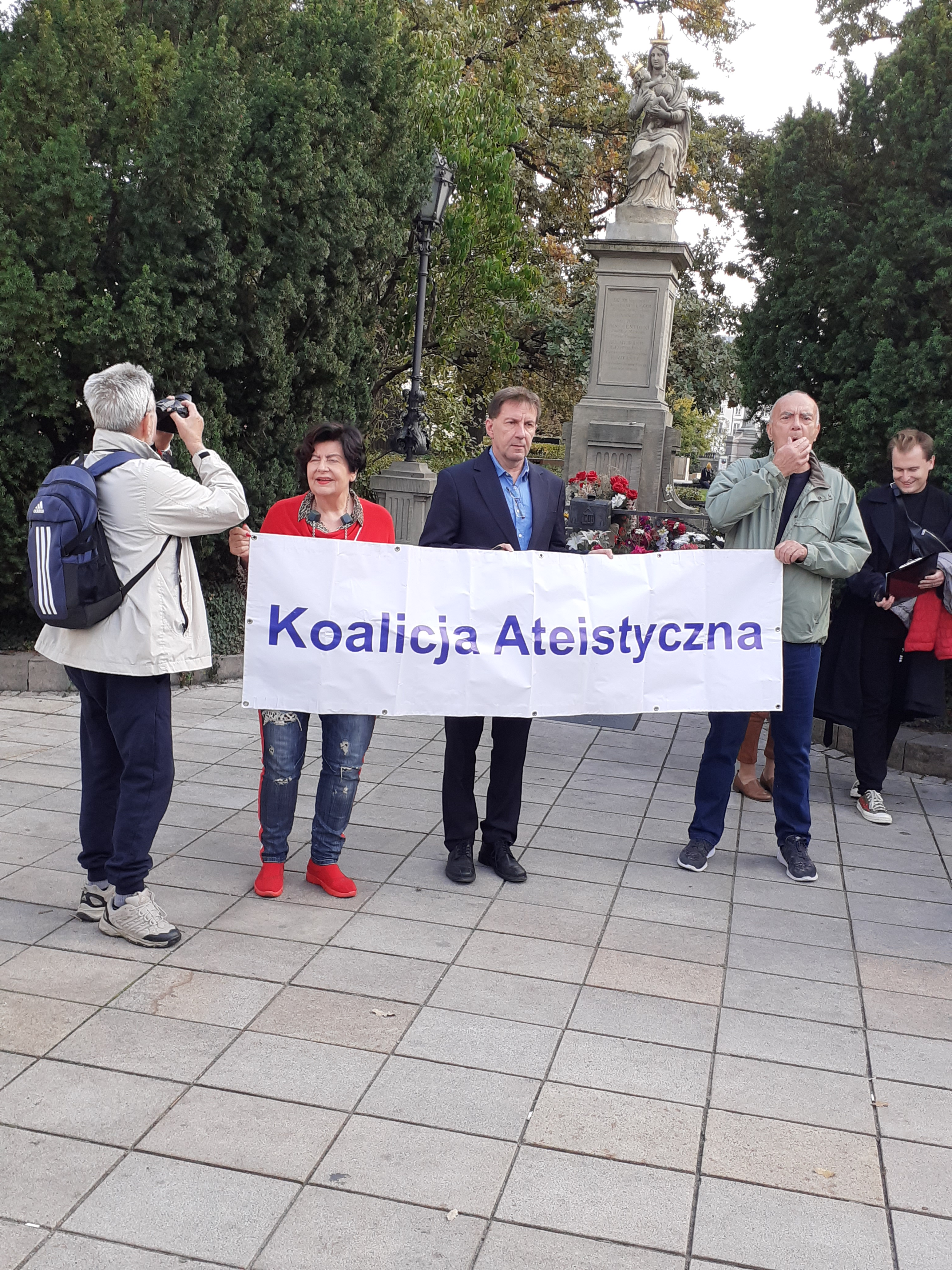
Transparent Koalicji Ateistycznej niesiony podczas Marszu Ateistów w 2022

Część ateistów w Polsce jest zgrupowanych m.in. wokół takich organizacji, jak:
- Polskie Stowarzyszenie Racjonalistów[43],
- Towarzystwo Humanistyczne[44],
- Koalicja Ateistyczna[45],
- Fundacja Wolność od Religii[46],
- Fundacja im. Kazimierza Łyszczyńskiego[47],
- Stowarzyszenie Wszechnicy Oświeceniowo Racjonalistycznej[48],
- Kongres Świeckości[49],
- Towarzystwo Kultury Świeckiej im. Tadeusza Kotarbińskiego,
- Stowarzyszenie na rzecz Państwa Neutralnego Światopoglądowo Neutrum,
- Ogólnopolski Ruch Ateistyczno-Lewicowy[50],
- Polskie Stowarzyszenie Wolnomyślicieli im. Kazimierza Łyszczyńskiego.